# Charles Soret
Charles Soret, född den 23 september 1854 i Genève, död den 4 april 1904 på samma plats, var en schweizisk kemist, fysiker och mineralog. Han var son till Jacques-Louis Soret.
Charles Soret avlade kandidatexamen i kemi vid Genèves akademi 1874, varpå han flyttade till Paris där han avlade licentiatexamina vid Sorbonne i matematik 1876 och i fysik 1878. Därefter tillbringade han en tid i Heidelberg, där han studerade kemi under Robert Bunsen, innan han 1879 flyttade tillbaka till Genève där han först tjänstgjorde som lärare i mineralogi och kristallografi från 1879 och från 1881 som professor i dessa ämnen. När fysikprofessorn Elie-François Wartmann dog 1886 övertog Soret även dennes professorsstol, varför han 1888 överlät mineralogi- och kristallografistolen åt en av sina elever. 1898 blev han rektor för universitetet, vilket dock ledde till överansträngning som fick honom att avgå som professor samtidigt som rektoratet upphörde år 1900. Han återupptog sin forskning efter två år, men avled efter en magoperation 1904.
Soret ägnade sig först åt termodiffusion där han fick (Ludwig-)Soret-effekten, vilken han beskrev i tre artiklar 1879-1883, uppkallad efter sig (och ibland även efter Carl Ludwig som hade noterat den 1856). Därefter koncentrerade han sig på kristallografi och optik (speciellt refraktometri). Han konstruerade härvid "Soret-refraktometern" (eller "Soret-reflektometern", eftersom man med den mätte vinkeln vid totalreflektion för bestämning av brytningsindex) 1883. Utöver artiklar, vanligen publicerade i Archives des sciences physiques et naturelles, gav han 1893 ut det 563-sidiga verket Eléments de Cristallographie physique.
Han gifte sig 1880 med Madeleine Lullin och tillsammans fick paret två döttrar.